# Imatge mèdica

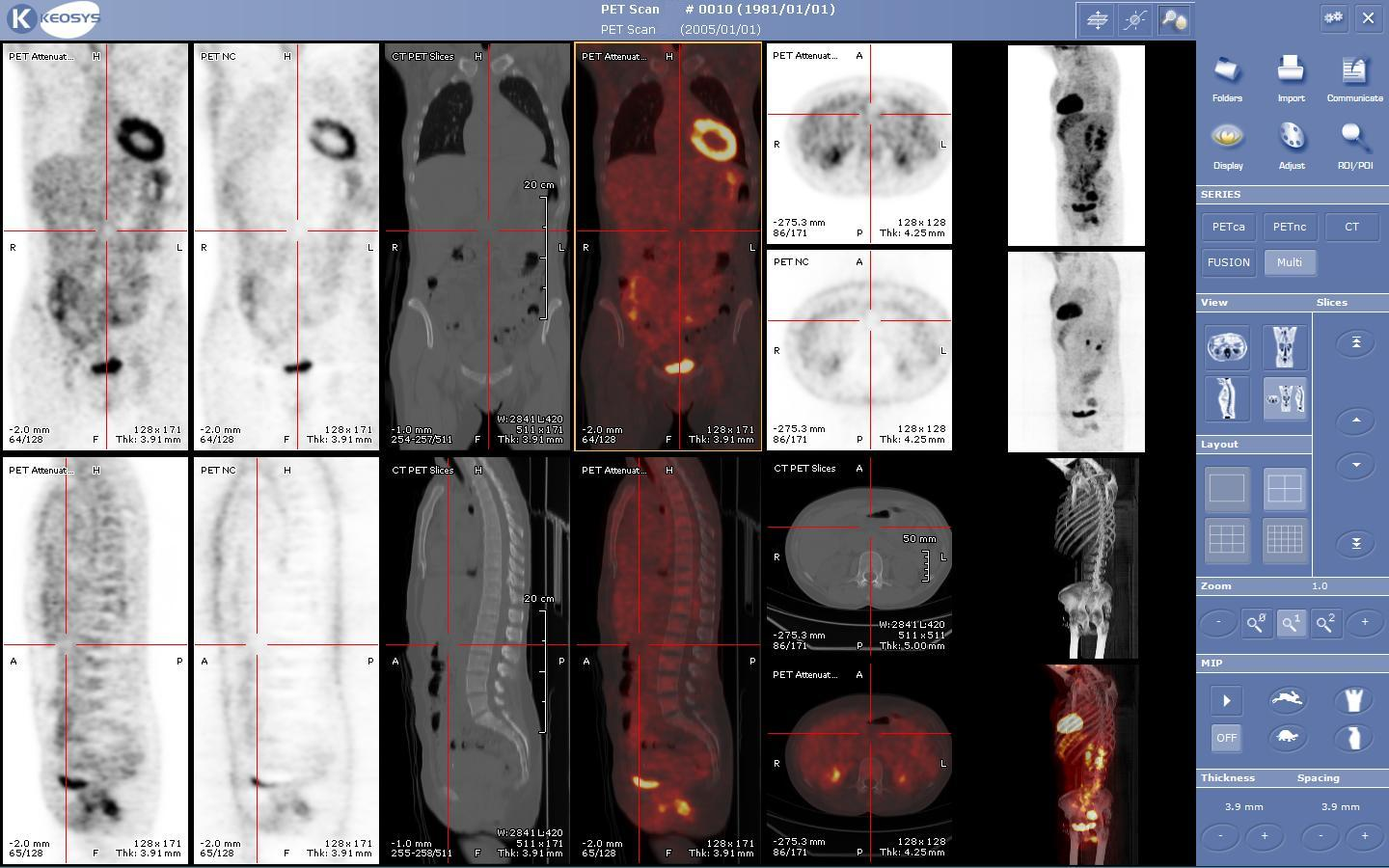
Imatge mèdica en medicina nuclear.

Es coneix com a imatgeria mèdica a la tècnica i procés de creació de representacions visuals (imatges mèdiques) de l'interior d'un cos per a l'anàlisi clínica (per tal d'obtenir un diagnòstic per la imatge) i la posterior intervenció mèdica. La imatgeria mèdica busca revelar les estructures internes ocultes per la pell i els ossos, així com diagnosticar i tractar les malalties. La imatge mèdica també estableix una base de dades de la normalitat anatòmica i fisiològica perquè sigui possible identificar anomalies. Tot i que les imatges dels òrgans i teixits retirats també es poden realitzar per raons mèdiques, aquests procediments es consideren generalment part de la patologia en lloc d'imatges mèdiques.
Com a disciplina i en el seu sentit més ampli, és part de la imatgeria biològica i incorpora la radiologia, que utilitza les tecnologies d'imatge de radiografia, ressonància magnètica, ecografia, endoscòpia, elastografia, imatge tàctil, termografia, fotografia mèdica i tècniques de medicina nuclear com ara la gammagrafia o la tomografia per emissió de positrons.
En el context clínic, la imatge mèdica s'equipara generalment a la radiologia o la "imatge clínica" i al professional de la medicina responsable d'interpretar (i de vegades d'adquirir) les imatges, que és el radiòleg. La  radiografia de diagnòstic designa els aspectes tècnics de la imatge mèdica i en particular l'adquisició d'imatges mèdiques. El radiòleg o el tècnic de radiologia és responsable normalment d'adquirir les imatges mèdiques amb qualitat de diagnòstic, tot i que algunes intervencions radiològiques són desenvolupades per radiòlegs.
Com a camp d'investigació científica, la imatge mèdica constitueix una subdisciplina de l'enginyeria biomèdica, física mèdica o medicina depenent del context: la recerca i desenvolupament en l'àrea d'instrumentació, adquisició d'imatges (per exemple, radiografia), el modelatge i la quantificació són generalment el vedat de l'enginyeria biomèdica, física mèdica i ciències de la computació; la investigació en l'aplicació i interpretació de les imatges mèdiques es reserva normalment a la radiologia i a les subdisciplines mèdiques rellevants en la malaltia mèdica o àrea de ciència mèdica (neurociència, cardiologia, psiquiatria, psicologia, etc.) sota investigació. Moltes de les tècniques desenvolupades per a imatges mèdiques també tenen aplicacions científiques i industrials.
La imatge mèdica sovint s'usa per designar al conjunt de tècniques que produeixen imatges d'aspectes interns del cos (sense haver d'obrir-lo). En aquest sentit restringit, les imatges mèdiques poden ser vistes com la solució del problema invers matemàtic. Això vol dir que la causa (les propietats del teixit vivent) es dedueixen de l'efecte (el senyal observada). En el cas de la ultrasonografia la sonda és el conjunt d'ones de pressió ultrasòniques que es reflecteixen en el teixit, i que mostren la seva estructura interna. En el cas de la radiografia de projecció, la sonda és radiació de raigs X, que són absorbits en diferent proporció per diferents tipus de teixits, com ara els ossos, músculs o greix.

## Tecnologies d'imatgeria moderna

### Fluoroscòpia
La fluoroscòpía produeix imatges en temps real d'estructures internes del cos; això es produeix d'una manera semblant a la radiografia, però empra una entrada constant de raigs x. Els mitjans de contrast, com ara el bari o el iode, i l'aire són usats per visualitzar com treballen òrgans interns.
La fluoroscòpia és utilitzada també en procediments guiats per imatge quan durant el procés cal una realimentació constant.

### Medicina nuclear i imatge molecular
En medicina nuclear s'usen imatges captades mitjançant càmeres gamma o PET / TAC per detectar regions d'activitat biològica que sovint s'associen amb malalties. Al pacient se li administren isòtops efímers com el 131I. Aquests isòtops són absorbits per regions biològicament actives del cos, com ara tumors o fractures dels ossos.

### Radiografia de projecció
Més coneguts comunament com a raigs x, els radiògrafs s'usen sovint per determinar el tipus i extensió d'un fractura, i també per detectar canvis patològics en els pulmons. Amb l'ús de mitjans de contrast radioopacs, com ara el bari, també poden servir per visualitzar l'estructura de l'estómac i els intestins; això pot ajudar a diagnosticar úlceres o certs tipus de càncer de còlon.

### Tomografia
La tomografia és una imatgeria que obté un pla o secció d'un objecte, que dona com a resultat un tomograma. Hi ha diversos tipus de tomografies:
Tomografia lineal: és la forma bàsica de tomografia. El tub de raigs-X es mou sobre el pacient des d'un punt "A" a un "B", mentre que el "casset holder" (o "Bucky") es mou simultàniament sota el pacient del punt "B" a l'"A"·. El fulcre, o punt pivot, s'estableix en l'àrea d'interès. D'aquesta manera, els punts per sobre i per sota del pla focal es difuminen, per un mecanisme semblant a aquell pel qual el fons es desenfoca quan es mou la càmera seguint un cotxe en moviment en fer una fotografia. Ja no s'utilitza i ha estat reemplaçat per la tomografia computeritzada.
Politomografia: era una forma complexa de tomografia. En aquesta tècnica, es programen un nombre de moviments geomètrics, com ara hipocicloidals, circulars, figura en 8, i el·líptics. Philips Medical Systems  va produir un aparell anomenat polítom. No es va desenvolupar més, i va ser reemplaçat per la tomografia computeritzada.
Zonografia: és una variant de la tomografia lineal, on s'utilitza un moviment d'arc limitat. Encara és utilitzada en alguns centres per visualitzar el ronyó durant un urograma intravenós (IVU).
Ortopantomografia (OPT): L'únic examen tomogràfic comú en ús. Fa ús d'un moviment complex per permetre l'examen radiogràfic de la mandíbula, com si fos un os pla. Sovint és referenciada com un Panaray però és incorrecte, ja que aquest és una marca comercial d'un equip d'una companyia específica.

#### Tomografia assistida per ordinador
A la tomografia assistida per ordinador, un seguit de processos informàtics reben dades dels detectors de radiació i construeixen computacionalment una imatge de les estructures escanejades. Les tècniques d'imatge que utilitza aquest mètode són molt superiors a la tomografia convencional, atès que pot reflectir fàcilment tant els teixits tous com els durs (mentre que la tomografia convencional és bastant pobra en l'obtenció d'imatges de teixits tous). Existeixen les següents tècniques:
- Tomografia axial computeritzada: és una tècnica digital que produeix una imatge 2D de les estructures d'una secció prima transversal del cos. Utilitza raigs X. Els aparells més moderns utilitzen la tècnica de TC helicoidal, en la qual la taula amb el pacient es va desplaçant al mateix temps que es realitza la imatge: d'aquesta manera l'exploració es realitza més ràpid i són possibles les reconstruccions multiplanars i tridimensionals. Té una dosi de radiació ionitzant més gran que la radiografia de projecció, la qual cosa fa que les exploracions repetides hagin de ser limitades.[2]

- Tomografia per emissió de positrons (PET) també s'utilitza juntament amb la tomografia computada, PET-CT, i la ressonància magnètica PET-RM. La tomografia per emissió de positrons s'usa generalment per detectar certes malalties del cervell. Similarment als procediments de medicina nuclear, un isòtop de vida mitjana curta, com el 18F s'incorpora a una substància metabolitzable per l'organisme (com la glucosa), la qual és absorbida per un tumor o un grup cel·lular d'interès. Els mostrejos usant PET són sovint mostrats en paral·lel a mostrejos de tomografia computada, els quals són realitzats pel mateix equip sense mobilitzar el pacient. Això permet que els tumors detectats per mostreig amb PET puguin ser vistos amb referències anatòmiques proveïdes pel mostreig de la tomografia computada.

- Ressonància magnètica (MRI) produeix comunament imatges tomogràfiques de les seccions transversals del cos. Un instrument d'imatges per ressonància magnètica (escàner MRI) fa servir imants d'elevada potència per polaritzar i excitar nuclis d'hidrogen (protó únic) en molècules d'aigua en teixits humans, la qual cosa produeix un senyal detectable que es codifica espacialment produint imatges del cos. En resum, l'MRI implica l'ús de tres classes de camps electromagnètics: un camp magnètic estàtic molt fort per polaritzar els nuclis d'hidrogen, anomenat camp estàtic, d'un ordre d'unitat de tesles; un camp variant (en el temps, de l'ordre d'1 kHz) més feble per a la codificació espacial, anomenat camp de gradient; i un camp de radiofreqüència feble per a la manipulació dels nuclis d'hidrogen per produir senyals mesurables, recollides mitjançant una antena de ràdio-freqüència. Com la CT, l'MRI crea normalment una imatge en 2D d'una "llesca" prima del cos i, per tant, és considerada una tècnica d'imatge tomogràfica.

Cervell explorat amb MRI.

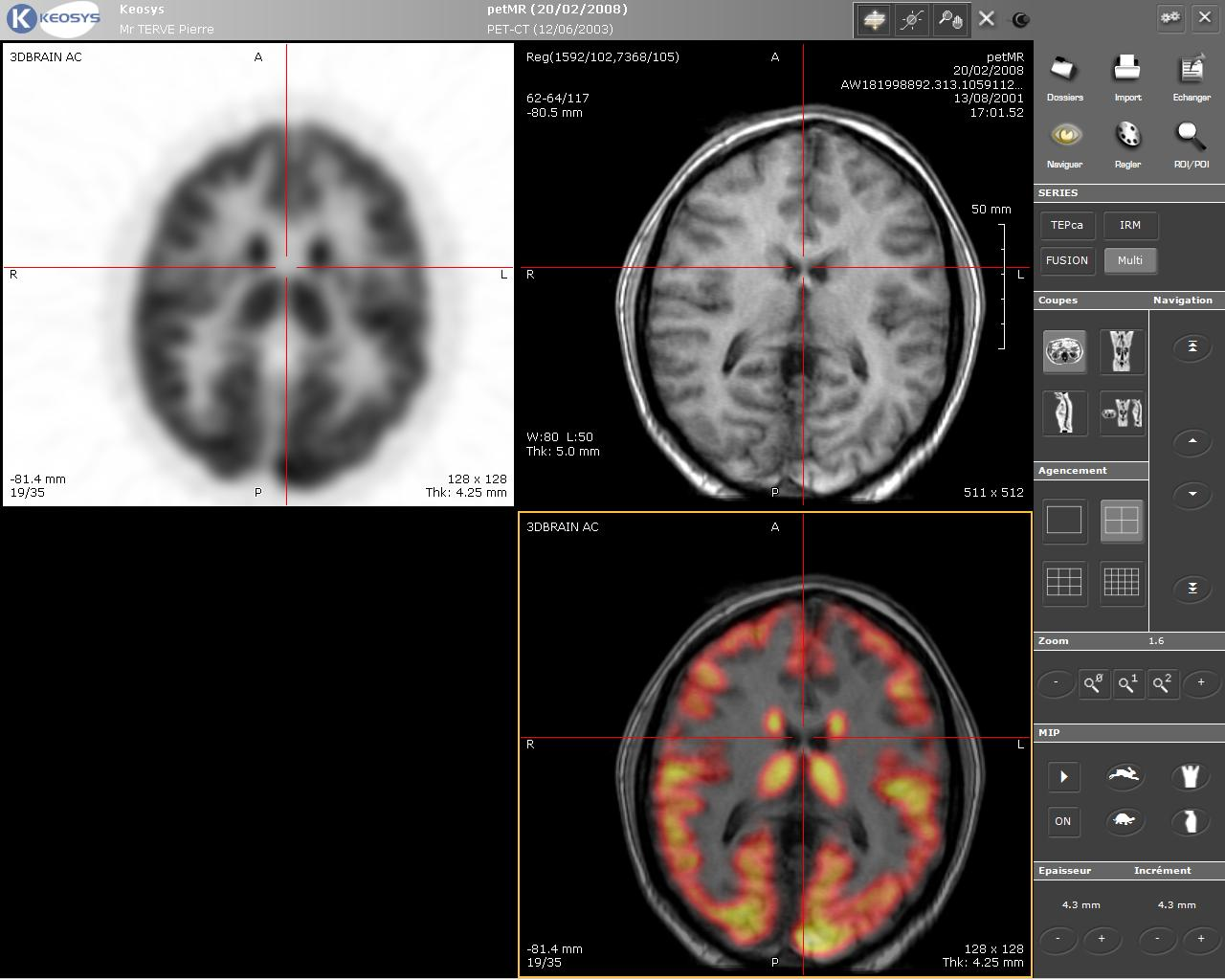
Imatge combinada IRM/PET del cap.

Els instruments moderns d'MRI són capaços de produir imatges en forma de blocs 3D, que es poden considerar una generalització del concepte tomogràfic de la "llesca" individual. A diferència de la CT, l'MRI no implica l'ús de radiació ionitzant i no està per tant associada amb els mateixos riscos per a la salut; per exemple, no hi ha efectes coneguts a llarg termini per l'exposició a camps estàtics forts (això és matèria de debat encara)) i, per tant, no hi ha límit en el nombre d'exploracions a les quals una persona pot ser exposada, en contrast amb els raigs X i la CT. No obstant això, hi ha associats riscos coneguts per a la salut amb l'escalfament de teixits per l'exposició a camps de radiofreqüència i la presència de dispositius implantats en el cos, com ara marcapassos. Aquests riscos estan estrictament controlats tant en la part de disseny dels instruments com en els protocols d'exploració utilitzats. Atès que CT i MRI són sensibles a diferents propietats dels teixits, l'aparició d'imatges obtingudes amb les dues tècniques difereix considerablement. A CT, els raigs X han de ser bloquejats per alguna forma de teixit dens per crear una imatge, per tant la qualitat de la imatge en teixits tous serà pobre. Un MRI pot "veure" únicament objectes basats en hidrogen, per la qual cosa els ossos, que està basats en calci, seran anul·lats en la imatge, i no tindran efectes en la visió de teixits tous. Això el fa excel·lent per examinar l'interior del cervell i les articulacions.
L'MRI (conegut originalment com a NMR imaging) només ha estat usada des de principis dels 80. Els efectes a llarg termini, o l'exposició repetida als camps magnètics estàtics intensos no són coneguts.

### Ecografia
La ecografia utilitza ultrasons, ones acústiques d'alta freqüència d'entre dos i deu megahertzis que són reflectides pel teixit en diversos graus per produir imatges 2D, normalment en un monitor de TV. Aquesta tècnica és utilitzada sovint per visualitzar el fetus d'una dona embarassada. Altres usos importants són imatges dels òrgans abdominals, cor, genitals masculins i venes de les cames. Mentre que pot proporcionar menys informació anatòmica que tècniques com la CT o l'MRI, té diversos avantatges que la fan ideal test de primera línia en nombroses situacions, en particular les que estudien la funció d'estructures en moviment en temps real. També és molt segura, ja que el pacient no és exposat a radiació i els ultrasons no semblen causar cap efecte advers, tot i que la informació sobre això no està ben documentada. També és relativament barat i ràpid de realitzar. Els escàners d'ultrasons poden ser portats vers els pacients en estat crític a unitats de cures intensives, la qual cosa evita el dany causat en el transport del pacient al departament de radiologia. La imatge en temps real obtinguda pot ser usada per guiar procediments de drenatge i biòpsia. El Doppler dels escàners moderns permet l'avaluació del flux sanguini en artèries i venes.

#### Ecocardiografia
La utilització d'ultrasons per a la creació d'imatges del cor es coneix com a ecocardiograma. L'ecocardiografia permet visualitzar estructures detallades del cor, incloent la mida de la cambra, la funció del cor, les vàlvules del cor, així com el pericardi (el sac que envolta el cor). L'ecocardiografia fa servir 2D, 3D, i imatgeria Doppler per crear imatges del cor i visualitzar la sang flueix a través de cadascuna de les quatre vàlvules del cor. L'ecocardiografia és àmpliament utilitzada en una gran varietat de pacients que van des d'aquells que experimenten símptomes, com ara falta d'alè o dolor al pit, als que són sotmesos a tractaments contra el càncer. L'ecografia transtoràcica ha demostrat ser segura per als pacients de totes les edats, des de nens fins a gent gran, sense risc d'efectes secundaris nocius o radiació, a diferència d'altres modalitats d'imatge. L'ecocardiografia és una de les modalitats d'imatge més utilitzats en el món per la seva portabilitat i el seu ús en una varietat d'aplicacions. En situacions d'emergència, l'ecocardiografia és ràpida, de fàcil accés, i capaç de dur-se a terme al costat del llit, per la qual cosa és la modalitat d'elecció per a molts metges.

## Tècniques d'imatge clínica i imatge biològica

### Microscòpia electrònica
La microscòpia electrònica és una tècnica microscòpica que pot magnificar detalls molt petits amb alt nivell de resolució gràcies a l'ús d'electrons com a font d'il·luminació, magnificant fins a nivells de 2.000.000 de vegades.
La microscòpia electrònica és emprada en patologia anatòmica per identificar orgànuls en les cèl·lules. La seva utilitat s'ha vist granment reduïda per la immunohistoquímica, però és encara irreemplaçable per al diagnòstic de malalties del ronyó, identificació de la síndrome del cili immòbil i moltes altres tasques.

## Imatges que no diagnostiquen
La neuroimatge ha estat usada experimentalment per permetre que els pacients (especialment persones discapacitades) controlin dispositius exteriors, actuant com una Interfície Cervell-Ordinador.

## Perspectives, prospectives
Les tendències tècniques i informàtiques haurien de permetre tenir imatges cada cop més precises (imatgeria molecular en alguns casos), preses més ràpidament i amb menys d'estrès per al pacient, convertibles finalment en imatges tridimensionals i animades, i consultables a distància.
Una ajuda automàtica a la interpretació d'imatges es desenvoluparà probablement tant a través del programari i de biblioteques de programari de processament d'imatge i d'algoritmes d'intel·ligència artificial.
La multiplicació de tècniques i llur complementarietat empenyen el progrés en la direcció d'una imatgeria anomenada multimodal en la qual les dades sorgides de diverses tecnologies adquirides simultàniament on són recalibrades, és a dir, adaptades dins d'un sol document. Hom podrà, per exemple, superposar en una mateixa imatge la morfologia del contorn del cor per obtenir la IRM amb una informació sobre la mobilitat de les parets obtinguda per ecografia Doppler. Els recents aparells d'imatgeria, «interoprables» permeten de vegades produir imatges multimodals durant un sol examen (per exemple, els sistemes híbrids CT-SPECT). A més, la imatge podrà finalment ser animada (cor bategant) i presentada en bloc 3xD. Per produir imatges multimodals hi ha dos mètodes possibles: un d'ells es basa en la fusió d'imatges obtingudes per processos diferents, i per tant, en moments diferents, la qual cosa indueix dificultats de temporització d'imatges quan el pacient no està exactament en la mateixa posició en el moment de captació de la imatge. L'altre mètode consisteix a desenvolupar màquines versàtils que poden adquirir diversos tipus d'imatges diferents al mateix moment en el mateix pacient i, a continuació, fusionar-les, possiblement en temps gairebé real.
La microscòpia també hauria d'evolucionar amb, per exemple la detecció plasmònica de nanoobjectes, de dispositius d'anàlisi automàtica, d'imatgeria 3D d'alta resolució o d'animació 3D, possiblement en temps real i més precisos, utilitzats per exemple per a les necessitats de la neurologia, de la genètica de la investigació sobre el càncer (per exemple, per estudiar millor els llocs d'adhesió cel·lular; un equip francoalemany el 2012 va ser capaç de produir l'equivalent d'una pel·lícula que mostra el moviment de les proteïnes essencials per a la vida d'una cèl·lula).